# تشارلز بلاكبيرن
تشارلز بلاكبيرن (بالإنجليزية: Charles Blackburn)‏ هو طبيب أسترالي، ولد في 22 أبريل 1874، وتوفي في 20 يوليو 1972.